# USS Liberty (AGTR-5)
USS Liberty (AGTR-5) – amerykański okręt pomocniczy typu Belmont, klasyfikowany jako technical research ship, pełniący funkcję jednostki rozpoznania radioelektronicznego. Poważnie uszkodzony podczas wojny sześciodniowej w wyniku ataku lotnictwa i marynarki wojennej Izraela.

## Przebieg służby
8 czerwca 1967 roku około godziny 14 USS „Liberty” został bez ostrzeżenia zaatakowany na wodach międzynarodowych przez siły lotnicze i morskie Izraela. Okręt znajdował się ok. 13 mil na północ od półwyspu Synaj. Amerykańska jednostka została uszkodzona przez samoloty myśliwskie (parę Mirage’ów III dowodzoną przez Jiftacha Spektora) i trzy kutry torpedowe. W wyniku ataku zginęło 34 marynarzy, a 174 zostało rannych. Pomimo znacznych uszkodzeń (12 x 7 metrowy otwór w burcie po wybuchu torpedy), załodze udało się utrzymać okręt na powierzchni i oddalić się od miejsca ataku o własnych siłach. USS „Liberty” pod eskortą innej jednostki VI Floty dopłynął do Valletty na Malcie, gdzie przeszedł prowizoryczną naprawę. Po jej ukończeniu okręt został odesłany do Stanów Zjednoczonych 27 lipca 1967. Do grudnia 1970 roku jednostka pełniła różne funkcje pomocnicze we Flocie Rezerwowej. W roku 1973 sprzedany został na złom w Baltimore (Maryland).
Przyczyna ataku nie została dotychczas dostatecznie wyjaśniona; według oficjalnych wyjaśnień okręt został omyłkowo uznany za jednostkę egipską.